# روژه ترویل
روژه ترویل (فرانسوی: Roger Tréville‎; ۱۷ نوامبر ۱۹۰۲ – ۲۷ سپتامبر ۲۰۰۵) یک هنرپیشه اهل فرانسه بود. او با نام راجر ترولی متولد شد.
از فیلم‌ها یا برنامه‌های تلویزیونی که وی در آن نقش داشته است می‌توان به چگونه یک‌میلیون بدزدیم، پونتیوس پیلاطس و آدم‌های مزخرف اشاره کرد.